# Канова (Леко)
Канова је насеље у Италији у округу Леко, региону Ломбардија.
Према процени из 2011. у насељу је живело 2 становника. Насеље се налази на надморској висини од 256 м.